# Cerro del Carmen, Chiapas
Cerro del Carmen är en ort i Mexiko.   Den ligger i kommunen Unión Juárez och delstaten Chiapas, i den sydöstra delen av landet, 900 km sydost om huvudstaden Mexico City. Cerro del Carmen ligger 1 369 meter över havet och antalet invånare är 185.
Terrängen runt Cerro del Carmen är kuperad åt sydväst, men åt nordost är den bergig. Runt Cerro del Carmen är det ganska tätbefolkat, med 155 invånare per kvadratkilometer. Närmaste större samhälle är Cacahoatán, 9,8 km sydväst om Cerro del Carmen. I omgivningarna runt Cerro del Carmen växer i huvudsak städsegrön lövskog.